# Flughafen Ohrid

i7
i11
i13
Der Flughafen „Hl. Apostel Paulus“ Ohrid (mazedonisch Аеродром Св. Апостол Павле Охрид Aerodrom Sv. Apostol Pavle Ohrid, albanisch Aeroporti i Ohrit, IATA-Code: OHD, ICAO-Code: LWOH) ist der zweitgrößte internationale Flughafen Nordmazedoniens.

## Geschichte
Der Flughafen Ohrid wurde 1952 nordöstlich des Ohridsees erbaut, er liegt zwischen den Ortschaften Gorenci und Orovnik neun Kilometer nordwestlich von Ohrid. Zu Beginn verfügte der Flughafen nur über eine 900 Meter lange Grasbahn. Am 5. Juli 1953 wurde der erste internationale Flug registriert. Zwischenzeitlich wurde eine 2550 Meter lange asphaltierte Start- und Landebahn erbaut.

## Fluggesellschaften und Ziele
Ohrid wird saisonal aus Amsterdam, Tel Aviv, London, Brüssel und Wien sowie wöchentlich aus Zürich, Basel und Dortmund angeflogen. Ganzjährig fliegen Chair Airlines und Wizz Air den Flughafen an.

## Zwischenfälle
- Am 20. November 1993 wurde eine Jakowlew Jak-42D der russischen Saravia (Luftfahrzeugkennzeichen RA-42390) in der Nähe des Flughafens Ohrid in einen Berg geflogen. Bei diesem CFIT (Controlled flight into terrain) wurden alle 116 Insassen getötet (siehe auch Avioimpex-Flug 110).[2]